# Китинг, Кэрон
Кэ́рон Луи́за Ки́тинг (англ. Caron Louisa Keating; 5 октября 1962, Фулем, Лондонское графство — 13 апреля 2004, Севенокс, Юго-Восточная Англия) — британская журналистка и телеведущая.

## Биография
15 июня 1991 года Кэрон Китинг вышла замуж за своего давнего возлюбленного — телеоператора Раса Линдсея. Они состояли в браке более двенадцати лет, вплоть до самой смерти Кэрон в апреле 2004 года. У них два сына — Чарльз Джексон Линдсей (род. 1994) и Габриэль Дон Линдсей (род. 1998).
В 1997 году у Кэрон был диагностирован рак молочной железы и она умерла через семь лет борьбы с болезнью — 13 апреля 2004 года в Севеноксе (графство Кент, Англия, Великобритания). Телеведущая была похоронена в St Peter’s Parish Church в Хевере (графство Кент).
Известно, что Кэрон Китинг являлась близкой подругой английской певицы Софи Эллис-Бекстор.